# Agios Ioannis (Elaties)
Agios Ioannis (griechisch Άγιος Ιωάννης (m. sg.)) ist eine kleine, unbewohnte Insel vor der Westküste der griechischen Insel Zakynthos im Ionischen Meer.
Die karg bewachsene Insel, deren Silhouette von oben gesehen, an einen Schmetterling erinnert, liegt etwa 250 Meter westlich des Festlands, in Höhe der hinter einer Halbinsel gelegenen Bucht Porto Vromi.
Die Insel gehört zum Gemeindebezirk Elaties der Gemeinde Zakynthos.